# Expedice na divnou planetu
Expedice na divnou planetu, známá také jako Expedice první na podivnou planetu, je hra pro počítače Sinclair ZX Spectrum a kompatibilní (například Didaktik). Jedná se o hru českého původu, autorem je Tomáš Vilím, který ji napsal pod přezdívkou Universum. Hra obsahuje obrázky nakreslené Vladimírem Jiránkem. Vydavatelem hry byla společnost Proxima - Software v. o. s., hra byla vydána v roce 1991 jako součást souboru her Expedice.
Cílem hry je postupně složit 68 obrázků. Obrázky jsou rozděleny na 6 × 5 políček, jedno políčko je ponecháno volné. Obrázky se skládají vhodným přesouváním dílů v jednotlivých políčkách, navíc je možné jednotlivé díly otáčet o 90 ° či zrcadlově převracet. Po úspěšném dokončení hry se hráč dozví, jak obrázky uložit na kazetu.